# Nacerdochroa plustschevskyi
Nacerdochroa plustschevskyi là một loài bọ cánh cứng trong họ Oedemeridae. Loài này được Reitter miêu tả khoa học năm 1893.